# 쓰부라야 고키치
쓰부라야 고키치(일본어: 円谷 幸吉, 1940년 5월 13일 ~ 1968년 1월 9일)는 주로 마라톤 선수로 활약한 일본의 육상 선수였다. 그는 육상자위대의 중위이기도 하였다.

## 생애
후쿠시마현 스카가와시에서 태어난 쓰부라야는 1964년 도쿄 올림픽에 출전해 10000m 종목에서 6위를 하였다. 올림픽 마지막 날의 마라톤에도 출전한 그는 주경기장으로 들어올 당시에는 2위였으나, 마지막 한 바퀴에서 전력질주를 하였던 영국의 베이질 히틀리에게 따라잡혀 3위를 차지하였다. 이는 "남자는 뒤를 돌아봐서는 안 된다"는 아버지의 훈계를 지키려다가 트랙에서 적절히 대응하지 못한 탓이 컸다. 히틀리에게 당한 패배에 대해 굴욕을 느낀 쓰부라야는 동료 마라톤 선수 기미하라 겐지에게 이렇게 말하였다.
"난 일본 국민들의 앞에서 용서받을 수 없는 어리석은 실수를 저질렀다. 난 멕시코에서 열릴 다음 올림픽에서 달려 일장기를 들어 올리는 것으로 보상해야만 한다."
도쿄 올림픽 이후, 쓰부라야는 여러 가지로 힘든 시기를 겪었다. 이 무렵 예정되어 있었던 약혼은 자위대 체육학교 교장의 "다음 올림픽에 집중하라"는 압박에 의해 파혼에 이르렀고, 오랜 기간 겪어왔던 허리 통증이 점차 악화되면서 추간판 탈출증이 발병하였다. 1968년 1월 9일 멕시코시티 올림픽에 대비한 훈련 기간 동안, 자위대 체육학교 기숙사의 자기 방에서 면도칼로 경동맥을 베어 자살하였다.
그의 유서에는 이렇게 쓰여 있었다. "아버지 어머니, 고키치는 이미 완전히 지쳐버려서 달릴 수 없습니다. 이 점 헤아려 주십시오. 마음 편할 일 없이 고생하시고 걱정하시게 만들어서 죄송합니다. 고키치는 부모님 곁에서 살고 싶었습니다."